# Nordische Skiweltmeisterschaften 1929/Teilnehmer (Rumänien)
| Goldmedaillen | Silbermedaillen | Bronzemedaillen |
| ------------- | --------------- | --------------- |
| —             | —               | —               |

Rumänien wurde bei den 6. Nordischen Skiweltmeisterschaften, die vom 5. bis 10. Februar 1929 in Zakopane in Polen stattfanden, von vier Teilnehmern in den Einzelwettkämpfen und einer Mannschaft im Militärpatrouillenlauf vertreten.
Die beste Platzierung in den zu den Weltmeisterschaften zählenden Wettbewerben erlangte Hermann Zojer mit dem 30. Rang im Skilanglauf über 18 km.
Im von der FIS nicht ins offizielle Wettbewerbsprogramm aufgenommenen alpinen Abfahrtslauf kam Toma Calista als bester Rumäne auf den 15. Rang. Im ebenfalls nur inoffiziellen Militärpatrouillenlauf belegte Rumänien den dritten Platz.
Friedrich Lexen und Hermann Zojer waren Angehörige der deutschsprachigen Minderheit der Siebenbürger Sachsen.
Am FIS-Konress nahmen von rumänischer Seite die Delegierten Cesiano, Solescu und Otto Lexen, der ältere Bruder des Skiläufers Friedrich Lexen, teil.

## Teilnehmer und Ergebnisse
| Sportler         | Verein                       | Skilanglauf 18 km | Skilanglauf 50 km | Skispringen K-60 | N. Komb. 18 km / K-60 | Ski Alpin Abfahrt | Patrouille 28 km |
| ---------------- | ---------------------------- | ----------------- | ----------------- | ---------------- | --------------------- | ----------------- | ---------------- |
| Toma Calista     |                              | –                 | –                 | –                | –                     | 15.               | –                |
| ? Christian      |                              | –                 | –                 | –                | –                     | –                 | 3.               |
| ? Dan            |                              | –                 | –                 | –                | –                     | –                 | 3.               |
| ? Flintoaca      |                              | –                 | –                 | –                | –                     | –                 | 3.               |
| Friedrich Lexen  | Kronstädter Ski-Verein (KSV) | –                 | –                 | –                | 39.                   | 18.               | –                |
| Nicolae Purcărea |                              | 40.               | –                 | –                | –                     | DNS/F             | –                |
| Ioan Rucǎreanu   |                              | –                 | –                 | –                | –                     | –                 | 3.               |
| Hermann Zojer    | Kronstädter Ski-Verein (KSV) | 30.               | DNS               | –                | –                     | –                 | -                |

## Legende
- DNS = Did not start (nicht gestartet)